# Budapest Lotto Open 1996
Budapest Lotto Open 1996 — жіночий тенісний турнір, що проходив на відкритих кортах з ґрунтовим покриттям у Будапешті (Угорщина). Належав до турнірів 4-ї категорії в рамках Туру WTA 1996. Турнір відбувся вперше і тривав з 6 до 12 травня 1996 року. Шоста сіяна Руксандра Драгомір здобула титул в одиночному розряді.

## Фінальна частина

### Одиночний розряд
Руксандра Драгомір —  Мелані Шнелль 7–6, 6–1
- Для Драгомір це був 1-й титул за рік і 3-й — за кар'єру.

### Парний розряд
Катріна Адамс /  Деббі Грем —  Радка Бобкова /  Ева Меліхарова 6–3, 7–6
- Для Адамс це був 1-й титул за рік і 18-й — за кар'єру. Для Грем це був 1-й титул за рік і 3-й — за кар'єру.